# LIXIL

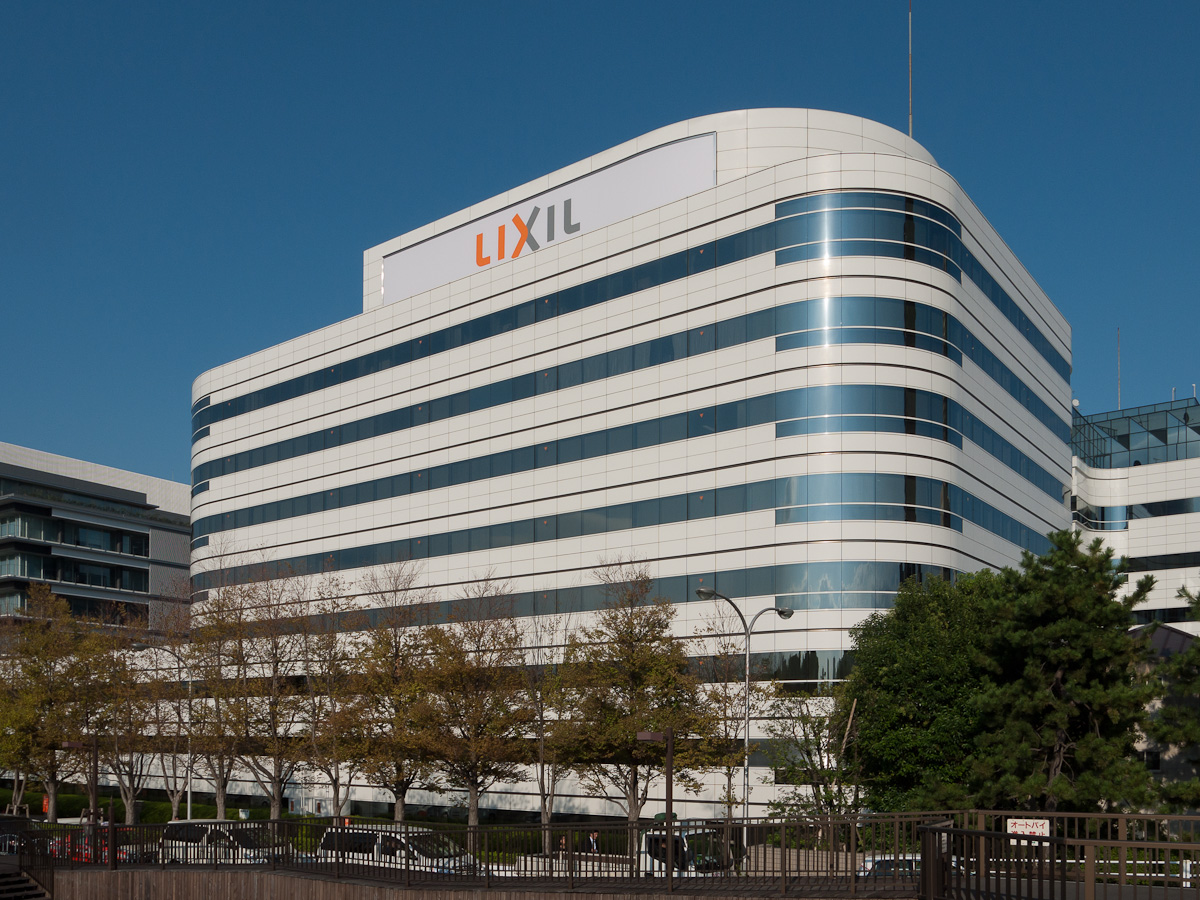
LIXIL WINGビル（旧本社）

株式会社LIXIL（リクシル、英: LIXIL Corporation）は、東京都品川区に本社を置く建築材料・住宅設備機器業界最大手の企業。
本項では2010年に設立され、2011年に法人格が消滅した初代法人、2011年に初代法人を含む事業会社の合併で発足した2代目法人、旧称が株式会社LIXILグループで、2020年に2代目法人を吸収合併した3代目法人について、まとめて解説する。

## 概説

### LIXIL CORE（企業理念）
「私たちは、優れた製品とサービスを通じて、世界中の人びとの豊かで快適な住生活の未来に貢献します。」

### LIXIL Behaviors（3つの行動）
- DO THE RIGHT THING[2]
- WORK WITH RESPECT[2]
- EXPERIMENT AND LEARN[2]

### 概要
「LIXIL」とは、「住」（LIVING）と「生活」（LIFE）から作られた造語である。
初代の株式会社LIXILは、住生活グループ（後のLIXILグループ）の統合的な営業戦略の立案を目的とする会社として、2010年4月に設立。東京都中央区のトルナーレ日本橋浜町に本社を置き、初代社長に三洋電機元社長（創業家である井植家出身）の井植敏雅が就任している（のち社内カンパニーのグローバルカンパニー社長を兼務し、2017年にLIXILグループおよびLIXIL副社長を退任）。
米ゼネラル・エレクトリック出身の藤森義明会長（当時）の下、海外M&Aを推進。2016年6月、瀬戸欣哉社長就任。
その後、住生活グループ（現・LIXILグループ）の業務運営を効率化するため、商材ごとに分散していた事業子会社を、国内・海外・金属建材・水回りの機能別に統合・再編する方針となり、2011年4月にトステムを存続会社として、INAX・新日軽・東洋エクステリア・LIXIL（初代法人）の4社を吸収合併し、サンウエーブ工業の開発・管理部門を統合して株式会社LIXIL（2代目法人）に商号変更した。さらに2015年4月1日には、同社の製造子会社として存続していたサンウエーブ工業も吸収合併した。
登記上の本社は東京都品川区に置かれている。2020年11月30日までは千代田区霞が関の霞が関ビルディングに、2022年7月31日まではトステムの本社があった東京都江東区に置かれていた。また、愛知県常滑市の旧INAX本社は「常滑本社」となっている。
2020年12月1日に2代目法人が親会社のLIXILグループへ吸収合併され、事業会社となったLIXILグループが株式会社LIXIL（3代目法人）へ商号変更、新体制へ移行した。

## LIXIL発足後の対応

### 旧社名のブランド化
これまで各社が展開していた「トステム」「INAX」「新日軽」「TOEX」「サンウエーブ」はLIXILが商品ブランド名として引き続き使用している。
2012年8月からはLIXILに統合後もブランドロゴとしてそのまま使用していた各社のロゴマークに替え、「LIXIL」ロゴの下にグレーの背景色と白文字で各ブランドのロゴ（INAX、サンウエーブはシンボルマークなし）を配したコンポジットロゴマーク（表記上は「LIXIL TOSTEM」「LIXIL INAX」「LIXIL SHINNIKKEI」「LIXIL sunwave」「LIXIL TOEX」）の使用を開始し、2013年2月からはカタログや広告プロモーションに加え、梱包や梱包ラベル、マニュアル類（取扱説明書・施工説明書など）、浴室や洗面化粧台・ビルサッシの一部製品にもコンポジットロゴマークが表記される（ただし、トイレの本体表示に関しては「LIXIL」ロゴと従来からのシンボルマーク付「INAX」ロゴが併記される）。

### ショールーム
ショールームについてはこれまで各社別でショールーム展開を行って来たが、合併に伴い再編や共同のショールームが置かれるようになっている。
2010年12月12日にトステム株式会社、株式会社INAX、サンウエーブ工業株式会社の3社共同で「LIXIL京都ショールーム」（京都府京都市中京区）を開設 しており、2011年4月からは既存のショールームを統合・集約して「LIXILショールーム」に名称変更。これにより、同社が展開する5ブランドを複合的に展開できるようになった。
なお、ショールームの名称は「LIXIL京都ショールーム」のように地名のみ表記するのが基本だが、同一地名に複数のショールームが点在する場合は分野名が追加される場合がある。合併後初の新設ショールームとして2011年11月26日に開館した「LIXILショールーム金沢（石川県金沢市）」以降に新設（既存ショールームからの移転や統合による新設を含む）したショールームは「LIXILショールーム(地名)」という名義となっている。
また、旧・INAXの基幹ショールームでギャラリースペースを併設した「INAX：GINZA（東京都中央区京橋）」についても、2011年8月18日付で「LIXIL：GINZA」に名称を改めたが、ショールームの営業は2013年4月12日をもって終了。その2日後の同年4月14日からは「LIXILギャラリー」も改装に伴って休業に入り、「LIXILブックギャラリー」のみ継続営業していた。同年9月2日に1Fをレセプションフロアとして一新したLIXILの情報発信拠点としてリニューアルオープンし、「LIXILギャラリー」も同日から営業を再開した。なお2020年でLIXILギャラリーは閉廊し、LIXIL出版も書籍刊行を停止（販売は2022年まで継続）することが発表されている。
2012年8月、住友不動産新宿グランドタワー（東京都新宿区西新宿）に「LIXILショールーム東京」をオープンした。約5,280平方メートルという広いスペースに、リフォーム後のイメージをしやすいモデルルームを設けたほか、洗面やキッチンから省エネルギー関連製品まで、LIXILグループの豊富な商品やサービスを一カ所で体感できるのが特徴。

### 袖看板
全国各地の工務店や販売店に設置されている袖看板は2011年8月から旧社名（トステム、INAX、新日軽、サンウエーブ、TOEX）の看板から「LIXIL」の看板に順次更新されている。デザインは上半分にオレンジの背景色と白字で「LIXIL」のブランドロゴ（向きは旧ブランドの時と同じく左横向き）を、下半分は白の背景色に上からトステム、INAX、新日軽、サンウエーブ、TOEXの各ロゴが配置されている。

### チェーンの再編・再構築
同社ではリフォーム向け商品の拡充とともにユーザーがリフォームを依頼できる環境整備を進めており、その一環として、同社を本部とする住宅リフォームのフランチャイズ及びボランタリー・チェーンを展開しているが、各法人が行っていた名称をそのまま引き継いだため、フランチャイズが2つ、ボランタリー・チェーンが4つ存在していた。そこで、このフランチャイズ並びにボランタリー・チェーンの再編を順次行うこととなった。
まず、2012年4月に「トステムリフォームマジック」「INAXリフォーム」「TOEX自然浴deくらす」「サンウェーブリフォームショップR&B」の4つのボランタリー・チェーンを「LIXILリフォームネット」に再編・統合。開始当初、ボランタリー・チェーン加盟店は9,400店舗となり、国内最大規模となる。
2012年7月には「トステムホームウェル」と「INAXリフォームLIFA」の2つのフランチャイズを再編し、「LIXILリフォームチェーン」を発足。こちらは異なるコンセプトを明確化するため統合は行わず、「トステムホームウェル」は新築時の性能・機能を上回る全面リフォームを提供する「住まいプロ ホームウェル」に、「INAXリフォームLIFA」はライフスタイルに合わせた提案を行う"コトリフォーム"を提供する「住まいコンシェル LIFA」にそれぞれ改称。そして、2015年4月に「LIXILリフォームショップ」に再編・統合して1つの組織となった。統合前の2015年3月末日時点での加盟店は425店舗で、リフォーム系のフランチャイズチェーンでは国内最大規模となった。
また、サッシ販売店向けに経営サポートを中心としたフランチャイズチェーンとして1973年に発足した「トステムフランチャイズチェーン（TFC）」についても、建材や設備の流通販売店に範囲を広げ、同社が扱う製品やサービスをトータルに提案する販売パートナーとなるべく、「LIXIL FC マドリエ」に改め、2012年4月に本格展開を開始した。開始当初は従来の「トステムフランチャイズチェーン」からの移行店舗を中心に、約350店舗を展開する。

## 沿革

### 初代
- 2010年
  - 1月18日 - 株式会社住生活グループが、新しいグループブランドとして「LIXIL」を発表し、使用開始。
  - 4月1日 - 株式会社LIXIL（初代）設立。

### 2代目
- 2010年11月1日 - 株式会社住生活グループが、子会社5社の合併方針について、取締役会決議を行い、公式に発表。
- 2011年
  - 1月 - 子会社各社で、5社合併の取締役会決議を行い、合併契約を締結。
  - 2月 - 子会社各社で、5社合併の株主総会決議を行い、合併が正式決定。
  - 4月1日 - トステム株式会社を存続会社として、株式会社INAX、新日軽株式会社、東洋エクステリア株式会社、株式会社LIXIL（初代）を吸収合併し、株式会社LIXIL（2代目）に商号変更。併せて、サンウエーブ工業株式会社の開発・管理部門を統合。
  - 6月 - 三洋ホームズの株式を取得。
  - 7月1日 - オリジナルオーダーカーテン「ブランシェ（トステムブランド）」を発売し、インテリアファブリック事業に進出。
- 2012年
  - 3月 - 三和シヤッター工業株式会社から同社へ一部の軽量シャッター及び軽量ドアのOEM供給を開始。
  - 4月1日
    - グループ会社の株式会社LIXILビバが運営していた「建デポ」事業を譲り受け、プロユースを対象とした会員制建築資材卸売り店舗事業を同社に統合。これにより、同社が旧トステム時代から展開している「建デポプロ」とサービス内容を統一化した。
    - 株式会社住生活グループとセコム株式会社との包括的業務提携の一環として、同社子会社の株式会社LIXILニッタンの全株式をセコム株式会社に譲渡（株式会社LIXILニッタンはニッタン株式会社に商号を戻した）。

  - 6月28日 - ソニー銀行株式会社と新築・リフォームローン分野で業務提携。これにより、同年7月1日より自社のリフォーム向けフランチャイズチェーンで扱う物件において、同社の住宅ローン（同社向けの優遇条件付）が扱えるようになる。
  - 9月30日 - 子会社のサンウエーブ水戸株式会社（設立当初はトステム水戸株式会社、グループ会社内のブランド統合により、2010年10月に現社名に変更）が担っていたシステムキッチンの生産を同社がもつ3つの工場に移管し、同社工場を閉鎖。
- 2013年
  - 4月1日 - 組織再編により、従来の「金属・建材カンパニー」と「住設・建材カンパニー」が統合し、「LIXILプロダクトカンパニー」を新設。
  - 9月18日 - シャープ株式会社と業務提携契約を締結するとともに、同社の第三者割当増資による新株式の発行に応じ、約50億円を同社に出資する資本提携も併せて行われた。
  - 10月31日 - JX日鉱日石エネルギー株式会社（現・ENEOS株式会社）と業務提携契約を締結。
- 2015年
  - 4月1日 -
    - 「LIXIL Water Technology」・「LIXIL Housing Technology」・「LIXIL Building Technology」・「LIXIL Kitchen Technology」の4つのテクノロジー事業と日本国内での販売・サービスを担う「LIXIL Japan Company」で構成された新事業モデルを開始。
    - 子会社のサンウエーブ工業株式会社を吸収合併。

  - 6月26日 - 子会社のジャパンホームシールド株式会社を株式会社LIXIL住生活ソリューションへ株式移管（同時に親会社の株式会社LIXILグループからも同社の子会社だった株式会社LIXIL住宅研究所、株式会社クラシス、株式会社LIXILリアルティの3社の株式を株式会社LIXIL住生活ソリューションへ株式移管された）。
  - 10月1日 - プロユース限定の会員制総合建材店「建デポ」事業を分社化し、同社とユニゾン・キャピタル株式会社がアドバイザーを務めるファンドとの共同出資により、株式会社建デポを設立。
  - 11月26日 - 東京オリンピック・パラリンピック競技大会組織委員会との間で、住宅設備建材及び水回り備品カテゴリーで初となる「東京2020ゴールドパートナー」契約を締結[12]。
- 2016年
  - 4月1日 - 株式会社可児LIXILサンウエーブ製作所と株式会社LIXIL小山製作所を吸収合併。
  - 8月 - ハイビック株式会社の全株式をポラリス・キャピタル・グループ株式会社傘下のファンドへ譲渡[13]。
- 2017年
  - 4月1日 - 株式会社LIXILインフォメーションシステムズを吸収合併。
  - 9月1日 - 東京電力エナジーパートナー株式会社との合弁により、ZEH向け建材を採用するユーザー向けに太陽光発電システムと施工後の電力販売をセットにしたサービスを展開する株式会社LIXIL TEPCO スマートパートナーズを設立[14]。
- 2018年
  - 3月22日 - 子会社のGraceA株式会社が親会社の株式会社LIXILグループへ吸収合併される[15]。
  - 4月1日 - テクノロジー事業のうち、「LIXIL Kitchen Technology」を「LIXIL Water Technology」へ統合。
- 2019年
  - 6月3日 - 株式会社建デポの同社保有分の株式全てを「ホームセンター コーナン」などを展開するコーナン商事株式会社へ譲渡（ファンドが保有していた分などを含めて発行済み株式全て及び新株予約権をコーナン商事株式会社が取得したことで、株式会社建デポはコーナン商事株式会社の100%子会社となる）[16][17]。
  - 9月30日 - 株式会社LIXIL鈴木シャッターの全株式を三和ホールディングス株式会社へ譲渡（株式会社LIXIL鈴木シャッターは株式会社鈴木シャッターに商号変更される）[18]。
  - 11月11日 - 親会社の株式会社LIXILグループと共に本社を東京都千代田区の霞が関ビルディングから東京都江東区のLIXIL WINGビルへ移転し、本社機能を集約[19]。
- 2020年
  - 4月1日 - 日本国内における事業の組織再編を実施。
    - 「LIXIL Japan Company」を廃止し、営業活動並びにソリューション提案活動の機能と株式会社LIXILグループの住宅・サービス事業が新設の「営業事業本部」へ移管・統合される。
    - 支社への統括は水回り事業の「LIXIL Water Technology Japan」と建材事業の「LIXIL Housing Technology Japan」が担い、ビル事業の「LIXIL Building Technology Japan」は「LIXIL Housing Technology Japan」の「ビル事業本部」として統合。

  - 12月1日 - 親会社の株式会社LIXILグループと合併し、持株会社体制を解消。事業会社となった株式会社LIXILグループは（3代目）株式会社LIXILへ商号変更[5]。

### 3代目
- 2021年
  - 1月1日 - 子会社の株式会社LIXIL住生活ソリューションが営んでいた住宅関連機器のオンライン販売事業（LIXILオンライン事業）を会社分割（簡易吸収分割）により承継[20]。
  - 1月6日 - 経営陣によるMBOを受け、株式会社川島織物セルコンの全株式を同社へ譲渡[21]。
- 2022年
  - 4月1日 - 子会社の株式会社LIXIL沖縄販売を吸収合併[22]。
  - 7月1日 - 子会社のLIXILグループファイナンス株式会社（旧トステム系のトステムファイナンス株式会社として創業）を吸収合併[23]。
  - 8月 - 本社を東京都品川区の大崎ガーデンタワーへ移転[24]。
- 2024年9月1日 - 株式会社アイシンよりシャワートイレ事業を取得（予定）[25]。

## 関連組織
- 一般財団法人 住環境財団 - 住宅・建材産業への助成・支援を目的としたもので、理事長は高畑久明男が務めている[26]。

## 取扱製品
- キッチン
  - システムキッチン（リシェルSI、リシェルPLAT、アレスタ、シエラ、ウエルライフ）
  - コンパクトキッチン（ティオ）
  - 取り替えキッチン（パッとりくん）
  - セクショナルキッチン（エクシィ）
- バスルーム（スパージュ、アライズ、リノビオV、ソレオ）
- 窓
- 玄関ドア・引戸
- インテリア建材
- 洗面化粧室
- トイレ
- エクステリア
- 屋根・外壁材
- ビル・店舗用建材
- 公共向けエクステリア・トイレ
- 建築関連を中心とした書籍 - LIXIL出版（2020年で新刊の発行を終了し、2022年秋を目途に書籍の販売を終了の予定。）

## テレビ番組
- 日経スペシャル カンブリア宮殿 快適＆便利商品を連発！ 巨大メーカーをベンチャー魂で変革せよ（2018年8月23日、テレビ東京）[27]
- 知られざるガリバー〜エクセレントカンパニーファイル〜（2023年12月9日、テレビ東京）[28]

## 提供番組
現在
- LIXIL presents ANTLERS REPORT（スカパー!）
- わが家のリフォーム物語（BS日テレ）
- いい風呂日和（TBSテレビ）
- ワールドビジネスサテライト（テレビ東京系列全国ネット）
- 踊る!さんま御殿!!（日本テレビ系列全国ネット）
- シューイチ（日本テレビ系列全国ネット）

過去
- Revalue NIPPON Project 中田英寿 日本をつなぐ（日本テレビ）
- ビートたけしのTVタックル（テレビ朝日）
- 大改造!!劇的ビフォーアフター（朝日放送、TOEXより引き続き提供していたが、2011年12月25日放送分で降板。ただし、競合会社のTOTOも提供。かつてはINAXが提供）
- 住まいのダイエット（朝日放送） - 90秒の筆頭スポンサー
- 必殺仕事人2013（朝日放送）
- TOKYO AWARD（テレビ東京）
- 日経スペシャル 未来世紀ジパング〜沸騰現場の経済学〜（テレビ東京）※2013年10月7日と10月14日

他

### CM出演者
現在
- 本木雅弘

過去
☆印は企業CM「リクシルって知ッテル?」シリーズに出演
- 堤真一☆ - トステム・インプラス（旧トステム時代から継続起用）
- 岸部一徳☆
- 大森南朋☆
- 松下奈緒☆ - サンウエーブ・サンヴァリエ<リシェル> ※グループ会社のLIXIL住宅研究所が発売する「アイフルホーム」のCMにも出演
- 矢作兼（おぎやはぎ）☆ - INAX・SATIS
- 満島ひかり☆ - INAX・SATIS
- 木村多江☆ - サンウエーブ・サンヴァリエ<リシェル>
- 粟田麗 - トステム・インプラス
- 大橋のぞみ - TOEXブランド製品（旧東洋エクステリア時代から継続起用）※企業CM「リクシルって知ッテル?」のフレーズ読みも担当、2011年12月まで出演。
- 松山ケンイチ
- 広末涼子
- 井上順
- 市毛良枝
- 唐沢寿明
- 篠原涼子
- 広瀬アリス
- ピエール瀧
- 山下智久
- 岡田准一 - INAXトイレ
- 井川遥

## ユニフォームスポンサー
- 日本プロサッカーリーグ（Jリーグ）に所属する、鹿島アントラーズのユニフォームスポンサーとして、2011年シーズンより胸スポンサーとして「LIXIL」のロゴが表示されている。